# Vincent Di Bartolomeo
Vincent Di Bartolomeo, né le 2 juillet 1981 à Montluçon est un footballeur français  qui évolue au poste de défenseur central.
Défenseur solide, il présente également la particularité d'avoir une bonne frappe sur coup de pied arrêté. Lors du 7e tour de la Coupe de France 2009, il se distingue justement en inscrivant sur coup franc le but de la victoire cristolienne contre le FC Metz.
À l'été 2011, à la suite des difficultés financières de l'AS Cannes, rétrogradé en CFA, il quitte le club et revient à l'US Créteil en compagnie de deux autres coéquipiers : Gregory Tomas et Mathieu Lafon.

## Carrière
- 2000-2003 :  LB Châteauroux
- 2003-2007 :  Pau FC
- 2007-2008 :  FC Sète
- 2008-2009 :  US Créteil-Lusitanos
- 2009-2011 :  AS Cannes
- 2011-2017 :  US Créteil-Lusitanos[1]

## Statistiques
Au 2 avril 2017
- 136 matchs et 3 buts en Ligue 2
- 313 matchs et 17 buts en National

## Palmarès
- Champion de France de National en 2013 avec l'US Créteil-Lusitanos.